# Muzeum Ziemi Szubińskiej w Szubinie
Muzeum Ziemi Szubińskiej im. Zenona Erdmanna w Szubinie – muzeum z siedzibą w Szubinie. Placówka jest jednostka organizacyjną miasta. Od 2003 r. nosi imię Zenona Erdmanna - działacza harcerskiego, regionalisty i pierwszego kustosza muzeum.
Muzeum powstało w 1993 r. w oparciu o zbiory istniejącej od 1965 r. Izby Pamięci Narodowej, działającej w Domu Harcerza oraz Gabinetu Historycznego Bydgoskiej Chorągwi ZHP. Do połowy 2000 r. siedzibą placówki był Dom Harcerza przy ul. Winnicy, natomiast później zbiory zostały przeniesione do zbudowanego w 1912 r. Domu Polskiego, w którym podczas powstania wielkopolskiego mieściła się powstańcza komendantura. W 2007 r. wyróżnione statuetką "Dobosz Powstania Wielkopolskiego", przyznawaną przez Zarząd Główny Towarzystwa Pamięci Powstania Wielkopolskiego 1918/1919.
Aktualnie w muzeum prezentowana jest stałe ekspozycja, poświęcone dziejom szubińskiego zamku, historii XX wieku (powstanie wielkopolskie, okres II wojny światowej, dziejom szubińskiego harcerstwa oraz kulturze ludowej. Wśród eksponatów zobaczy można m.in. odezwę króla Stanisława Augusta Poniatowskiego z 1792 r., sztandar skautowski z Barcina z 1916 r. oraz proporzec bojowy gen. Tadeusza Kutrzeby z 1939 r.
Muzeum jest obiektem całorocznym, czynnym w dni robocze.